# Světlá
Světlá je obec v okrese Blansko v Jihomoravském kraji. Žije zde 250 obyvatel.

## Název
Jméno vesnice Světlá (rod v minulosti kolísal) je přívlastek, který jí byl dán podle založení na světlém, tedy odlesněném místě.
Na osadu Přívěsť bylo asi přeneseno starší místní jméno, které pravděpodobně znělo Přívěc, odvozeno bylo od osobního jména Přívět a znamenalo "Přívětův majetek". Německé jméno ("vesnice trpění") jí bylo dáno bez souvislosti s českým.

## Historie
Podle archeologických nálezů bylo zjištěno, že na katastru obce sídlilo nejstarší obyvatelstvo již v předhistorickém období. Roku 1078 bylo území kolem Světlé darováno olomouckým knížetem Otou Sličným klášteru Hradisko u Olomouce. Se zmíněným klášterem jsou dějiny obce úzce spjaty. 
Samotná obec byla založena pravděpodobně roku 1250 hradišťským opatem Robertem. Pozdější písemná zmínka o obci je datována do roku 1321 v souvislosti s pronájmem majetku rytířů ze Ptení a následně z roku 1499 v listině krále Vladislava II.
Obec Světlá bývala zvaná též Světlé či Světlý. Osada Přívěsť (Duldungsdorf) vznikla v 18. století a od roku 1848 je spojena se Světlou.

## Přírodní poměry

### Vodstvo
Obcí protéká Uhřický potok, který je pravostranným přítokem Jevíčky.

## Obyvatelstvo
| Rok            | 1869 | 1880 | 1890 | 1900 | 1910 | 1921 | 1930 | 1950 | 1961 | 1970 | 1980 | 1991 | 2001 | 2011 | 2021 |
| -------------- | ---- | ---- | ---- | ---- | ---- | ---- | ---- | ---- | ---- | ---- | ---- | ---- | ---- | ---- | ---- |
| Počet obyvatel | 329  | 332  | 346  | 358  | 352  | 344  | 350  | 267  | 204  | 236  | 218  | 212  | 195  | 222  | 235  |
| Počet domů     | 64   | 61   | 64   | 65   | 65   | 65   | 72   | 76   | 70   | 69   | 61   | 82   | 84   | 95   | 111  |

## Obecní správa
Mezi lety 1869–1960 Světlá byla obcí v okrese Moravská Třebová (1869–1930) a později v okrese Boskovice. V letech 1961–1991 patřila jako část obce k Šebetovu a od 1. ledna 1992 je opět samostatnou obcí.

### Obecní symboly
Znak a vlajka byly obci uděleny rozhodnutím předsedy Poslanecké sněmovny Parlamentu České republiky dne 21. června 1999.

## Pamětihodnosti
- Pomník Františka Palackého
- Pamětní deska obětem padlým v první světové válce
- Starý dvůr a erb kláštera Hradisko u Olomouce
- Kaplička Nanebevzetí Panny Marie
- Liznův kříž, Misionářský kříž, Spodní kříž, Starý kříž a Krchňákův kříž
- Roubené stodoly z 18. století
- Několik starých selských stavení podsedníků z 19. a počátku 20. století
- Starý zavlažovací systém
- Několik domků tzv. domkařů z 19. století v části bývalé osady Přívěst

## Galerie

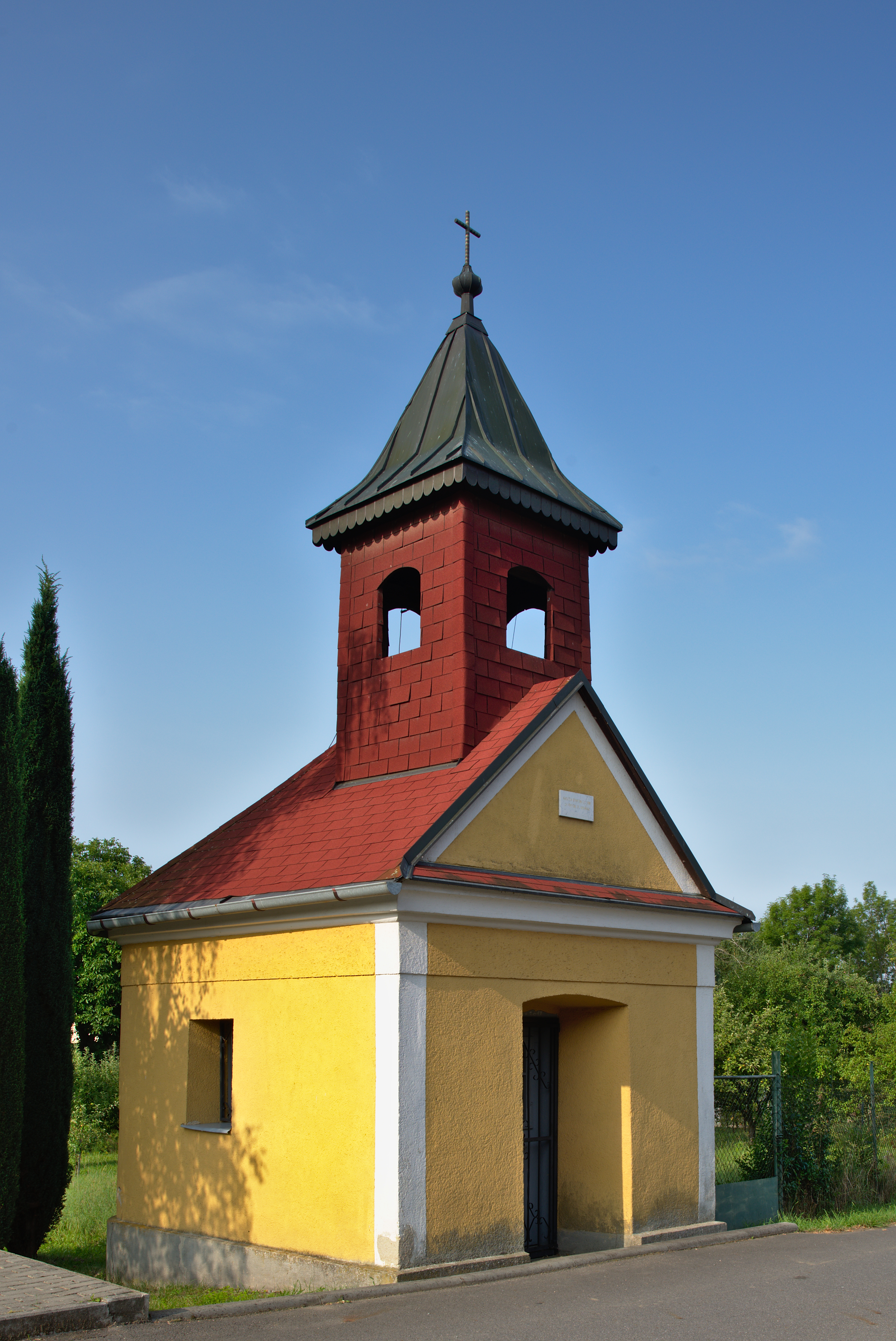
Kaple
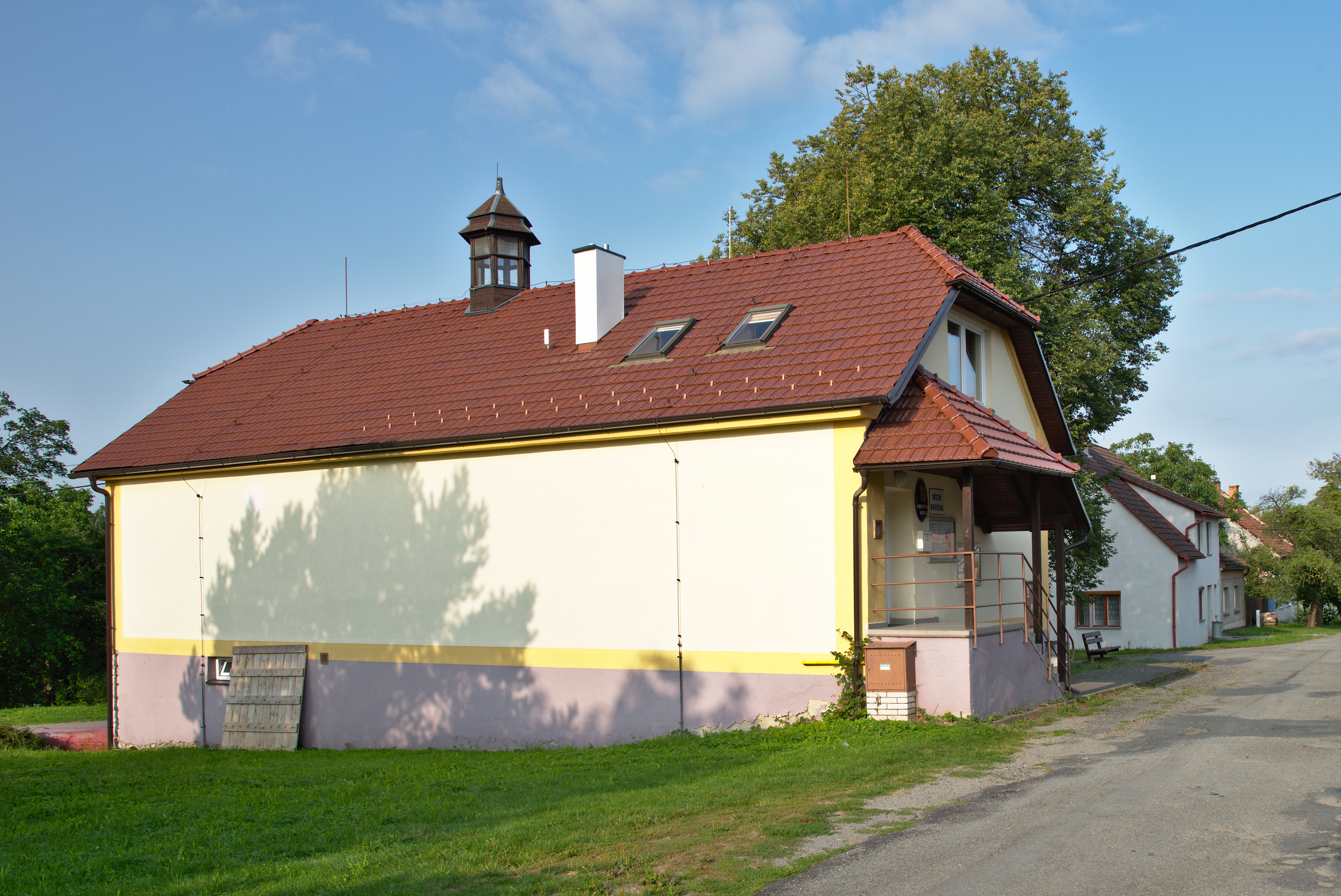
Obecní úřad
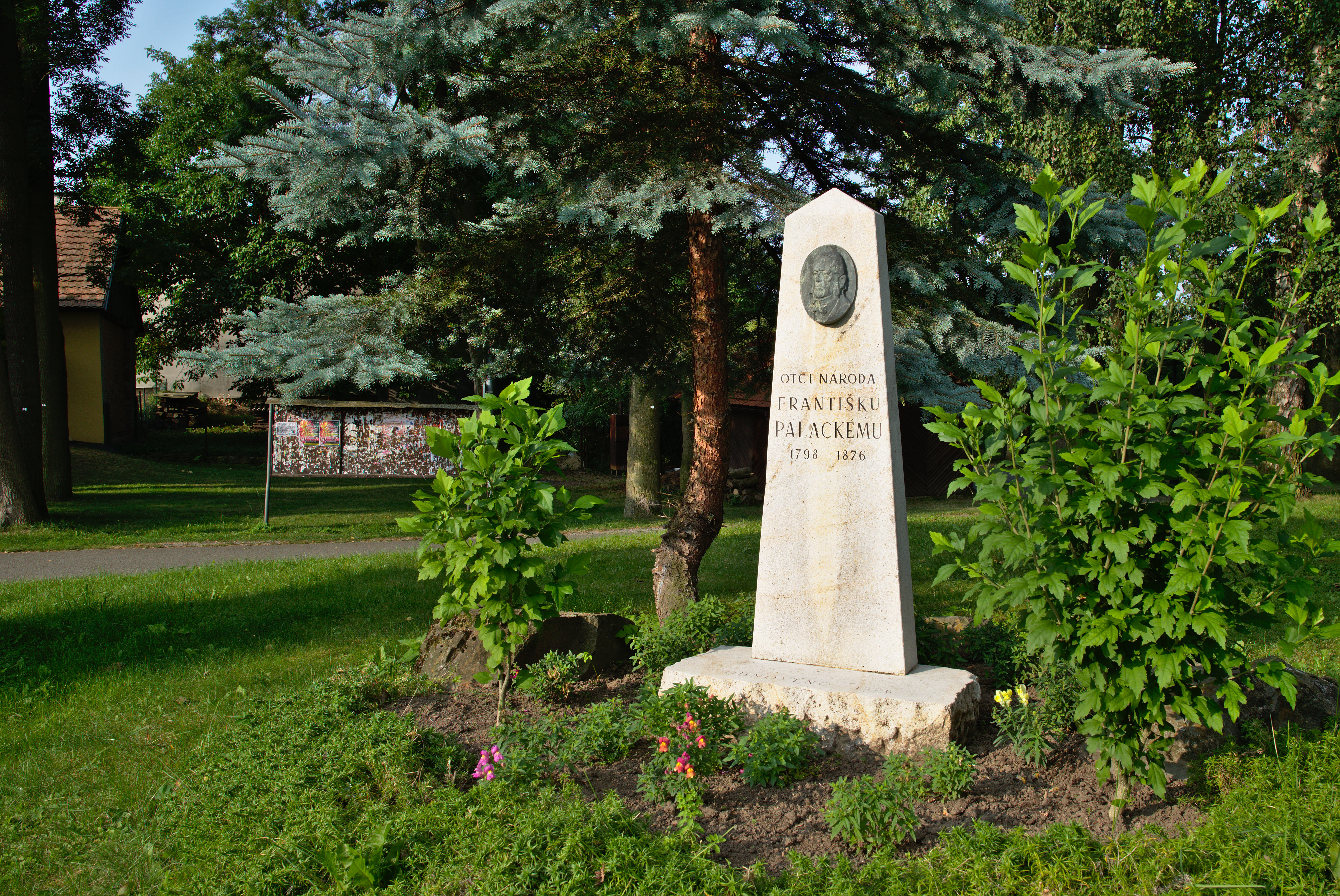
Palackého pomník
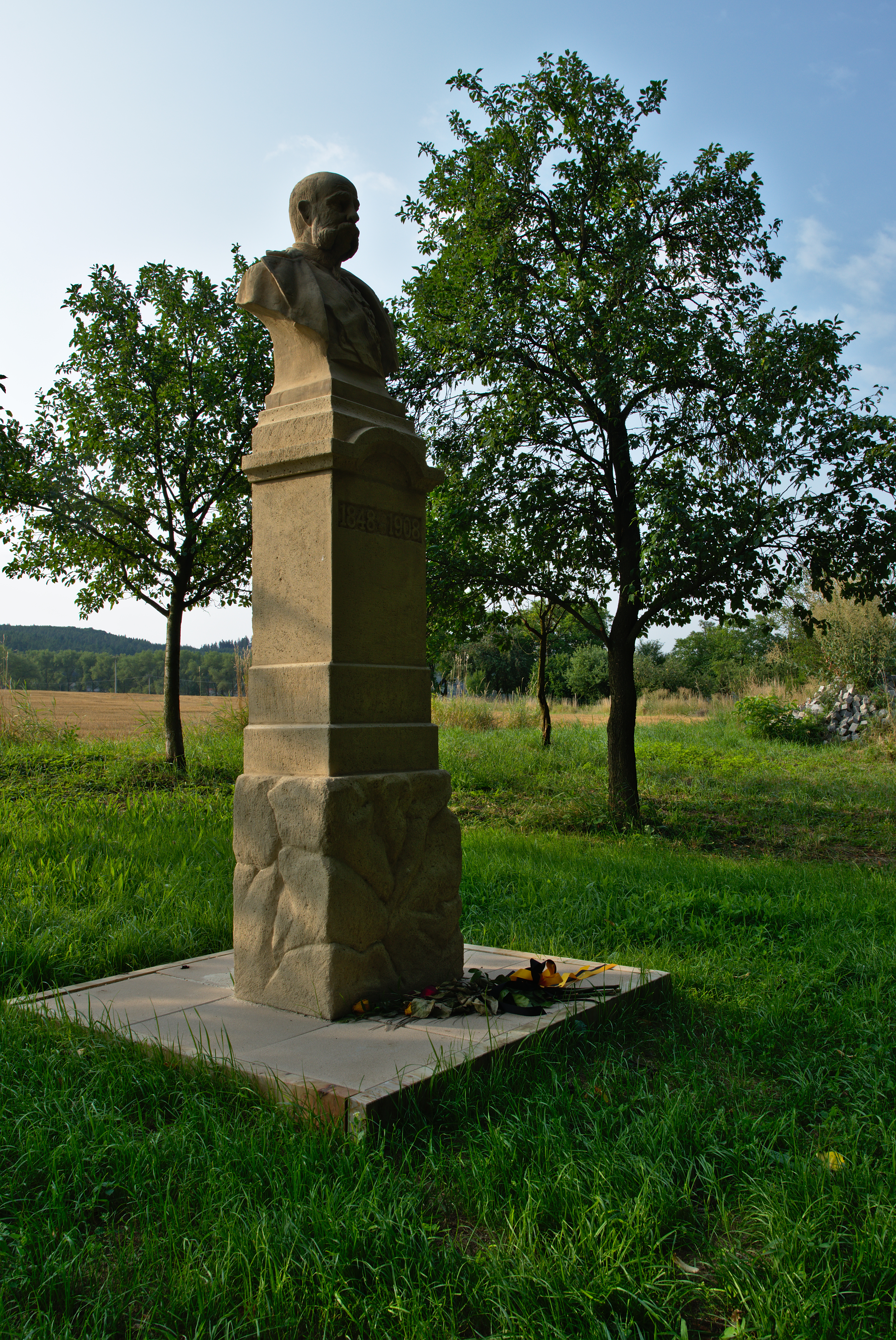
Pomník císaře Františka Josefa
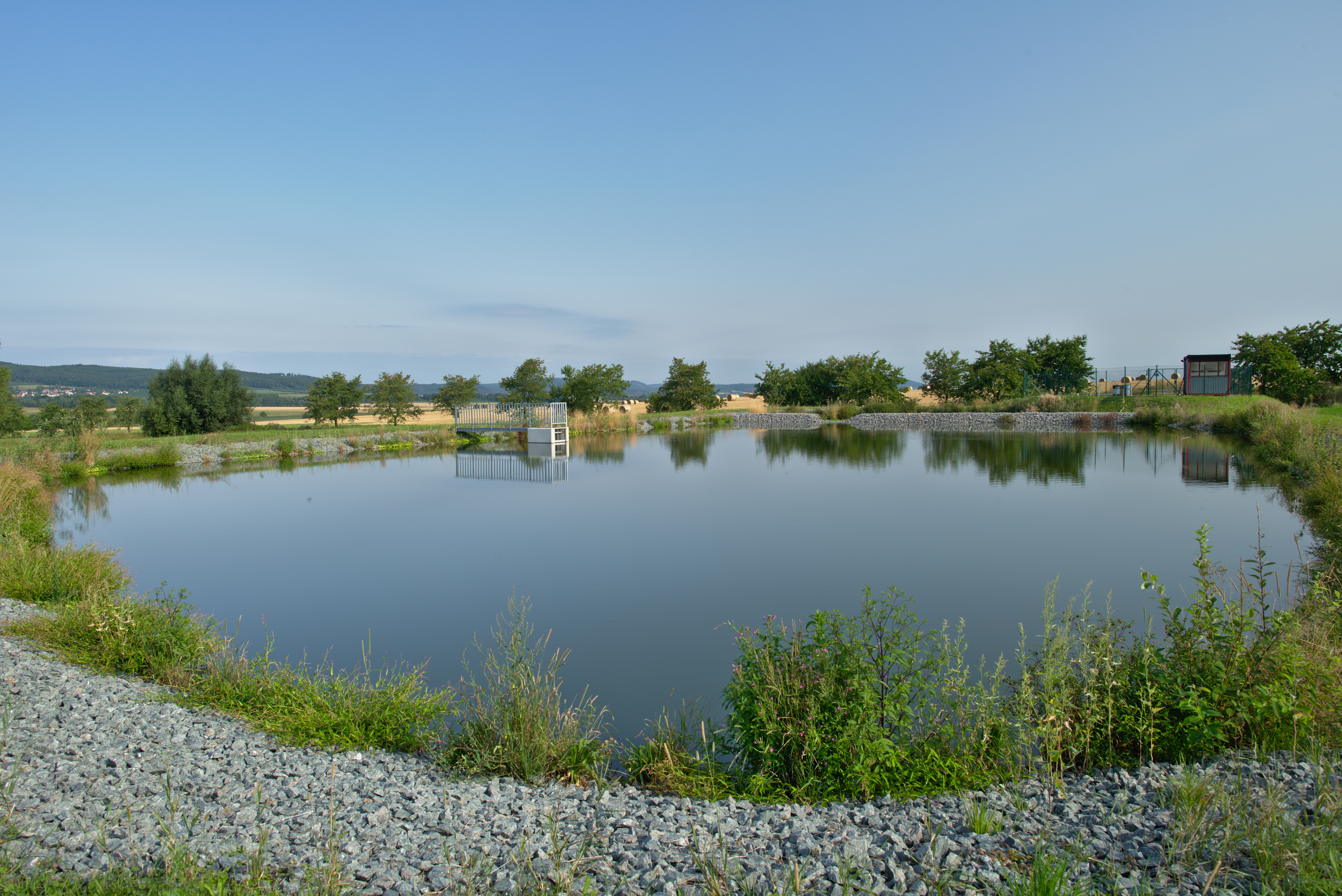
dočišťovací nádrž ČOV